# Jo Bogaert
Jo Bogaert (Aalst, 1956), também conhecido como Thomas De Quincey, é um músico e produtor belga. É conhecido por seus trabalhos como produtor e integrante do grupo Technotronic.

## Biografia
Jo começou sua carreira musical nas margens da nova onda dos anos 80. Ele era baixista na formação inspirada no Velvet Underground, White Light, e em 1983 ele lançou o LP None of Them Are Green. Não muito depois, ele fundou sua própria gravadora, a Clip Records, com a qual lançou as primeiras produções belgas da New Beat do The Colony Bogey Band por volta de 1986.
Com os projetos Acts of Madmen sob apelido de Nux Nemo, Bogaert estava no centro das atenções pela primeira vez. Em 1987 ele lançou o primeiro New Beat-lp China Town com o último single Hiroshima alcançou o BRT Top 30 em novembro de 1987. Neste período, ele foi inspirado pelas bandas alemãs Off e 16 Bit. Outra questão deste período é a Asian Fair, também publicada sob o pseudônimo de Nux Nemo. No mesmo ano surgiu LP Riott 88, lançado com seu nome verdadeiro.
Com seu ritmo lento, baixos pesados e muitas amostras, ele deixou sua marca no New Beat da Bélgica. Até cerca de 1988, ele publicou cerca de vinte produções em sua gravadora antes de ser o primeiro a se distanciar do gênero. Ele começou a mexer com um som original e novo e em 1989, ele trouxe o segundo mais bem sucedido de todos os tempos no mercado com o Eurodance projeto Technotronic: Pump Up the Jam. A música se tornou um sucesso número 1 em quase todo o mundo; 3,5 milhões de cópias foram vendidas. A canção foi cantada pela rapper Manuela Kamosi, mas durante as apresentações, foi cantada por Felly Killingi.
Nesse mesmo ano, o álbum Pump Up the Jam e três outros singles apareceram, a saber, Get Up!, This Beat is Technotronic e Megamix. No entanto, estes não foram vendidos, bem como Pump Up the Jam. Em 1990, Trip On This e 1991, Body To Body surgiram mais dois álbuns para o Technotronic, dos quais o último foi cantado pela cantora Réjane Magloire.
Nos três anos seguintes, Bogaert não realizou nenhuma atividade com a Technotronic. Em 1993, ele lançou o álbum Different Voices em seu próprio nome. Foi precedido em 1992 pelo single Water. Em 1994, Guerilla apareceu.
Em 1995, um novo (também o último) álbum Recall  foi lançado, no qual Ya Kid K mais uma vez forneceu os vocais. O single Move This deste álbum se tornou um hit e alcançou a 6ª posição na lista da American Billboard. O número foi usado em um anúncio da Revlon.
No período que se seguiu, Bogaert era ativo como produtor, músico convidado ou cantor de segundo plano. Em 1996, trabalhou com a extinta banda de rock belga Groki para Monster, com An Pierlé, em 1999 para Mud Stories, em 2006 para White Velvet com Gabriel Ríos, em 2004 para Ghostboy e em 2007 para Angelhead.
Em 2010 ele publicou o livro Van Eyck, a Adoração do Cordeiro de Deus: sonho de poder e esoterismo, dois anos depois (2012) seguido Oe say the?, uma homenagem ao dialeto Aalster. Em 2013 o livro Wabliftra? Sobre Aalst nos anos 60 e 70.

## Discografia
- Jo Bogaert - None of Them Are Green (produção, 1983)
- Nux Nemo - China Town (produção, 1987)
- Jo Bogaert - Riott 88 (produção, 1987)
- Technotronic - Pump Up The Jam: The Album (produção, 1989)
- Technotronic - Rockin' Over the Beat (produção, 1990)
- Technotronic - Trip On This (produção, 1990)
- Technotronic - Trip On This - The Remixes (produção, 1990)
- Technotronic - Body to Body (produção, 1991)
- Jo Bogaert - Different Voices (produção, 1993)
- William Souffreau - In My Room (produção, programáticos em guitarra elétrica, 1994)
- Technotronic - Recall (produção, 1995)
- Millennium - A Civilised Word (produção, programáticos, chocalho, sitar, 1995)
- Gorki - Monstertje (produção, 1996)
- An Pierlé - Mud Stories (produção, 1999)
- Gabriel Ríos - Ghostboy (produção, teclado, programáticos, 2004)
- The Rhythm Junks - Virus B-23 (produção, 2004)
- An Pierlé & White Velvet - White Velvet (vocal de apio, 2006)
- Gabriel Ríos - Angelhead (produção, 2007)
- Lynn Verlayne - Drifter (produção, programático, tecladoss, 2010)